# C/2020 R4 (ATLAS)
C/2020 R4 (ATLAS) — комета, яка була відкрита 12 вересня 2020 року за допомогою системи телескопів ATLAS. На час відкриття мала зоряну величину 19,7m. Абсолютна зоряна величина комети разом із комою становить 12,3m.
Очікується, що комета у квітні й травні 2021 року досягне максимальної величини приблизно 9m при спостереженні від вечора до ранку в північній півкулі.